# Arsenalsgatan
För gatan med samma namn i Göteborg, se Arsenalsgatan, Göteborg

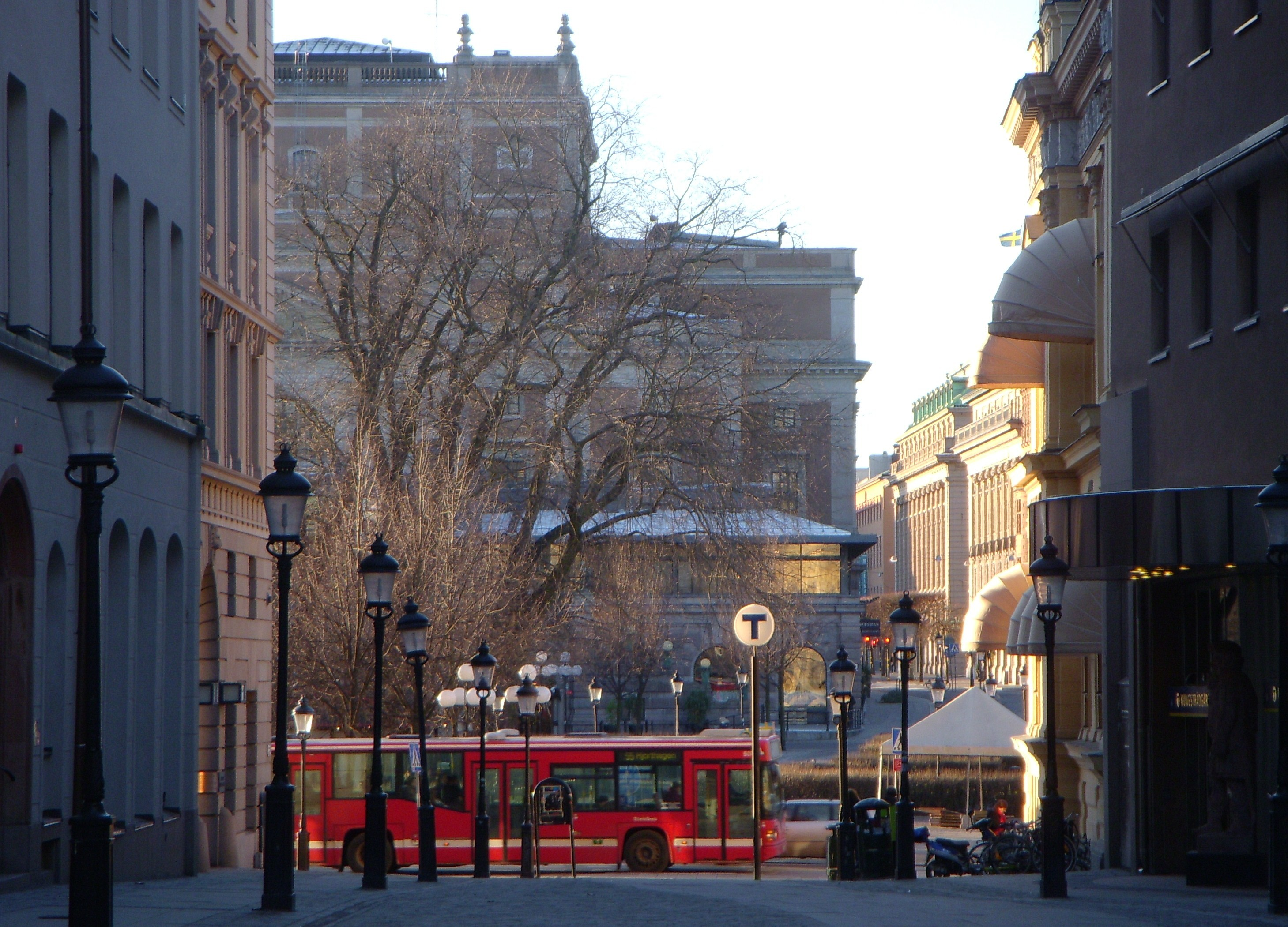
Arsenalsgatan, vy mot väst med Kungliga Operan i bakgrunden

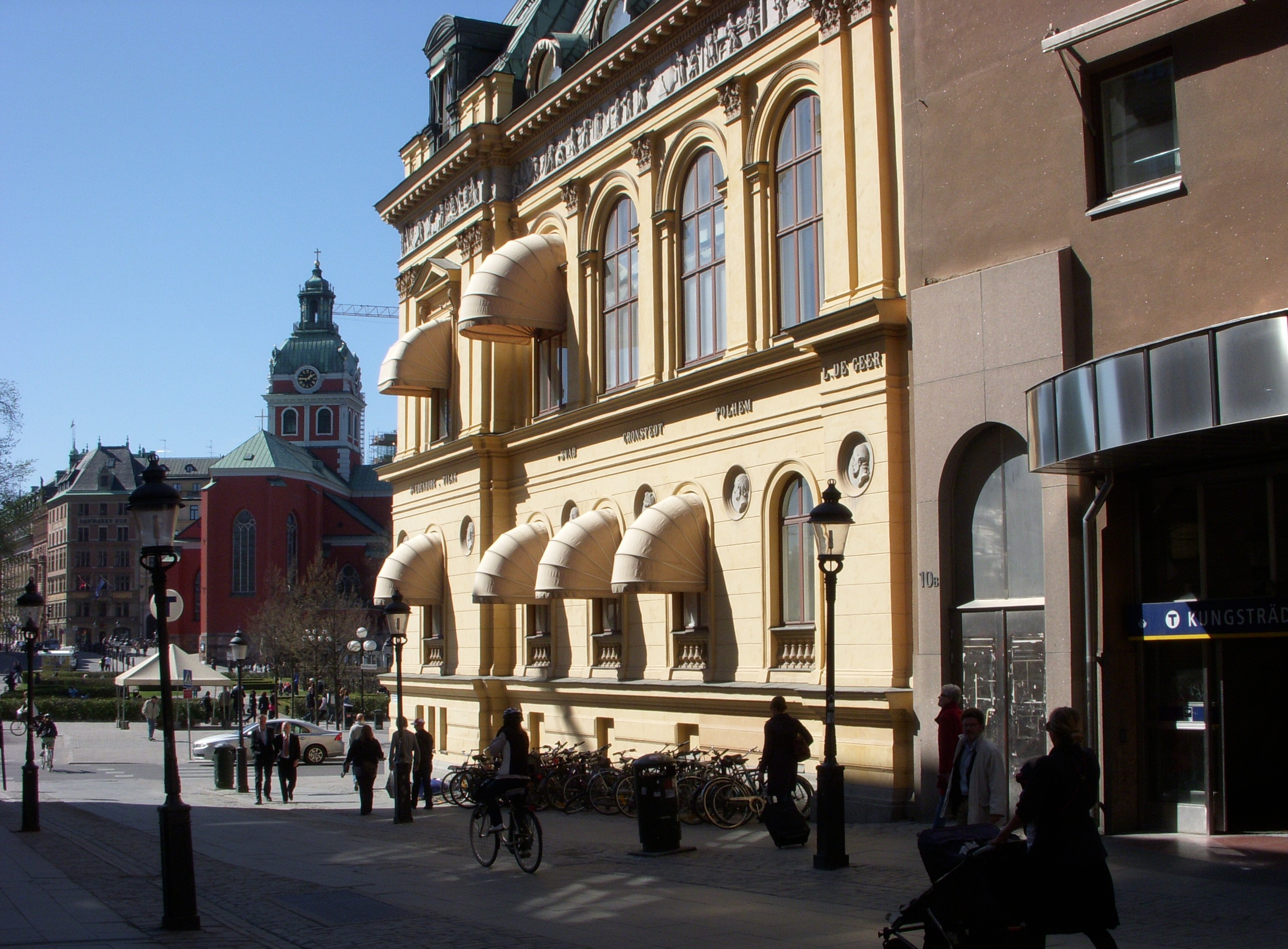
Arsenalsgatan, vy mot väst med Gamla Jernkontoret, Sankt Jacobs kyrka syns i bakgrunden.

Arsenalsgatan är en gata på Norrmalm i centrala Stockholm. 
Gatan börjar vid Raoul Wallenbergs torg och Berzelii park och sträcker sig fram till Kungsträdgårdsgatan. Tidigare korsade den även Kungsträdgården, där en körbana skilde av Karl XII:s torg från den övriga parken. Gatan nådde då fram till Gustav Adolfs torg, men den delen har nu andra gatuadresser.

## Historik
Arsenalsgatan fick sitt nuvarande namn 1857. På 1740-talet kallades den Arsenals- eller Södra Trädgårdsgatan och 1807 hette den Arsenals Gatan. Namnet härrör från Arsenalen, en teaterbyggnad som Gustav III lät inrymma i de la Gardieska palatset (även kallat Makalös) vid Norrström. Namnet Södra Trädgårdsgatan 1740 kom från läget intill Kungsträdgården. 
I hörnet Blasieholmstorg/Arsenalsgatan 7 ligger sedan 1870 herrklubben Stora Sällskapet. 
I hörnet Arsenalsgatan/Kungsträdgårdsgatan 6 finns Jernkontorets ursprungliga fastighet, Gamla Jernkontoret, uppförd 1875 efter arkitekt Axel Kumliens ritningar. De gulputsade fasaderna mot Kungsträdgården och Arsenalsgatan är smyckade med reliefer utförda i cement. Mellan fönstren i mellanvåningen finns totalt fjorton stycken medaljonger med porträtt av framstående vetenskapsmän utförda av skulptören Johan Frithiof Kjellberg. Dessa visar bland annat Jacob Berzelius, Christoffer Polhem, Axel Fredrik Cronstedt och Carl Wilhelm Scheele. Under takfoten finns en relieffris som beskriver den svenska järnhanteringens historia. Numera tillhör huset SEB-banken.
I samband med 1946 års cityplan hade Arsenalsgatan diskuterats som slutpunkt för en biltunnel från Tegelbacken, den blev aldrig utförd. Efter den så kallade Almstriden 1971 var man tvungen att flytta Kungsträdgårdens östligaste tunnelbaneuppgång till en privatfastighet vid Arsenalsgatan 10, uppgången öppnades i oktober 1977.
Gatan stängdes för genomfart från Nybroplan till Kungsträdgårdsgatan 1979, kort efter öppnandet av Klaratunnelns del till Mäster Samuelsgatan. Delen genom Kungsträdgården och vidare mot Gustav Adolfs torg stängdes 1985 och fastigheterna längs den tidigare västligaste delen numreras numera som del av Gustav Adolfs torg.